# Cervera
Cervera é um município da Espanha na província de Lérida, comunidade autónoma da Catalunha. Tem 55,2 km² de área e em 2021 tinha 9 328 habitantes (densidade: 169 hab./km²). É a capital da comarca de Segarra.

## Demografia
| Variação demográfica do município entre 1991 e 2004 [carece de fontes?] | Variação demográfica do município entre 1991 e 2004 [carece de fontes?] | Variação demográfica do município entre 1991 e 2004 [carece de fontes?] | Variação demográfica do município entre 1991 e 2004 [carece de fontes?] |
| ----------------------------------------------------------------------- | ----------------------------------------------------------------------- | ----------------------------------------------------------------------- | ----------------------------------------------------------------------- |
| 1991                                                                    | 1996                                                                    | 2001                                                                    | 2004                                                                    |
| 6951                                                                    | 7153                                                                    | 7917                                                                    | 8564                                                                    |